# Петренко, Илья Викторович
Илья Викторович Петренко (род. в Пензе-19) — дирижер Государственного симфонического оркестра Чеченской Республики и Государственного театра оперы и балета Республики Дагестан. Народный артист Чеченской Республики (2021). Заслуженный артист Республики Ингушетия (2021), лауреат Премии Правительства Российской Федерации в области культуры (2022).

## Биография
Илья Викторович Петренко родился на территории закрытой зоны Пенза-19 (г. Заречный Пензенской области).
В 2001 году стал выпускником Пензенского музыкального училища им. А. А. Архангельского. В училище он занимался в классе аккордеона у С. Р. Лялина, а в классе дирижирования — у О. А. Лялиной.
В период с 2001 по 2006 год учился в Ростовской государственной консерватории им. С. В. Рахманинова на кафедре народных инструментов. Он занимался в классе аккордеона заслуженного артиста России профессора А. В. Заикина и в классе дирижирования профессора Ю. Б. Машина.
В 2004 году в Москве стал дипломантом I Всероссийского студенческого конкурса дирижеров оркестра русских народных инструментов.
В 2006 году Илья Петренко стал руководителем оркестра народных инструментов в Средней специальной музыкальной школе при РГК им. С. В. Рахманинова. В 2007 году стал вести класс дирижирования в консерватории.
В 2009 году участвовал во Всероссийском фестивале, который был посвящен 20-летию газеты «Музыкальное обозрение» вместе с симфоническим оркестром Ростовской консерватории.
В 2011 году с отличием окончил Ростовскую консерваторию по специальности «оперно-симфоническое дирижирование», учился в классе народного артиста России, профессора С. А. Когана.
В январе 2013 года стал дирижером Государственного симфонического оркестра Чеченской Республики.
Участвовал в III Всероссийском конкурсе дирижеров симфонического оркестра имени И. А. Мусина, стал обладателем почётной медали и звания дипломанта Всероссийского конкурса.
Илья Петренко сотрудничает с симфоническим оркестром Ростовской консерватории, Ростовским государственным музыкальным театром, симфоническим оркестром Республики Северная Осетия — Алания, Ставропольской государственной филармонией.

## Награды
- Почётный знак Чеченской Республики «За трудовое отличие» (10 декабря 2019 года) — за большой вклад в развитие культуры и искусства Чеченской Республики, высокое профессиональное мастерство[6]
- Народный артист Чеченской Республики (14 октября 2021 года) — за большой вклад в развитие культуры и искусства Чеченской Республики, высокое профессиональное мастерство[7]
- Заслуженный артист Чеченской Республики (2014)[8].
- Заслуженный артист Республики Ингушетия (2021)
- Почётная грамота Главы Республики Ингушетия (2020)
- Почётная грамота Правительства Республики Дагестан (30 декабря 2022 года) — за достигнутые трудовые успехи[9]
- Премия Правительства Российской Федерации в области культуры (27 декабря 2022 года) — за проект по созданию первого профессионального оркестра народных инструментов в Республике Ингушетия и национальной вокально-инструментальной программы «Бека пандар, ека оаз» («Играй гармонь, звучи мой голос»)[3].
- Благодарность Президента Российской Федерации (29 мая 2025 года) — за  заслуги в области культуры и искусства, многолетнюю плодотворную деятельность[10]